# 스티브 엡팅
스티븐 "스티브" 엡팅(영어: Stephen "Steve" Epting )은 마블 코믹스 작품 작화로 알려진 미국의 만화가이다. 에드 브루베이커가 스토리를 쓴 《캡틴 아메리카》가 그의 대표적인 작품이다.
엡팅은 사우스캐롤라이나 대학교에서 그래픽 디자인을 전공하였다. 졸업 후 독립 출판사에서 그림을 그리다가 마블 코믹스의 눈의 띄어 《어벤저스》를 시작으로 뛰어난 작품들을 그리게 되었다.